# Keep It Simple (Keb' Mo')
Keep It Simple' è il settimo album in studio del musicista statunitense Keb' Mo', pubblicato nel 2004.
Nel 2005 il disco è stato premiato con il Grammy Award al miglior album blues contemporaneo.

## Tracce
1. France – 2:53
2. Let Your Light Shine – 4:04
3. One Friend – 2:05
4. Shave Yo' Legs – 4:14
5. Prosperity Blues – 3:25
6. Closer – 4:18
7. Keep It Simple – 4:58
8. Riley B. King – 5:16
9. House In California – 2:41
10. Walk Back In – 5:24
11. I'm Amazing – 3:14
12. Proving You Wrong – 3:46